# Belfiore
Belfiore (Belfior in veneto) è un comune italiano di 3 393 abitanti della provincia di Verona in Veneto.
Nel 2014 è stata valutata la fusione con Caldiero, Colognola ai Colli e Illasi per formare un unico comune.

## Geografia fisica
Belfiore è posizionato circa 20 chilometri ad est di Verona. Sorge sulla riva nord del fiume Adige. Ha un territorio totalmente pianeggiante tipico della Pianura Padana. Gran parte del comune è stata occupata fino alla metà del XX secolo dalla palude della Zerpa, ora bonificata, che si estendeva tra i fiumi Adige e Alpone.

## Storia
Chiamato Porcile (poiché sorto sulla strada imperiale Porciliana) la storia/leggenda narra che al passaggio di un'importante personalità il suo nome diventa Belfiore. Nel 1796 faceva parte (come tutto il veronese e il Veneto) della Repubblica di Venezia neutrale e fu retrovia e luogo di passaggio delle truppe francesi che si avvicinavano ad Arcole nei giorni precedenti del 13 - 15 novembre 1796, famosi per la battaglia della vicina isola Arcole, dove si scontrarono i francesi con gli Austriaci. Il territorio venne abitato in epoca preromana dai Veneti antichi: reperti di tale presenza sono stati trovati nella zona di Gombion e Castelletto. Nel medioevo si svilupparono tre centri urbani principali: i comuni di Porcile e Zerpa e la Parrocchia di Bionde. Si svilupparono lungo l'asse della strada imperiale Berengaria, realizzata nel X secolo da re Berengario I. Ben presto la strada Berengaria assunse il nome popolare di Porcilana, per il fatto che attraversava il Comune di Porcile. Le principali famiglie benestanti del paese fecero istanza al Consiglio dei Dodici di Verona il 13 gennaio 1547 per cambiare il nome da Porcile in Belfior, toponimo di una contrada del paese. La richiesta venne accolta solo in parte, poiché accanto a Belfior doveva rimanere l'attestazione "di Porcile". La battaglia del nome si protrasse sino alla venuta di Napoleone Bonaparte tra il 1796 e il 1812. Napoleone fece la riforma amministrativa che sezionava il territorio in dipartimenti. Rientrando nel dipartimento dell'Adige, Belfiore divenne d'Adige, perdendo Porcile. 
Il cambio del nome in BELFIORE avvenne ufficialmente per regio decreto dell'11 Agosto 1867, firmato dal re Vittorio Emanuele II, su proposta del Ministro dell'Interno che aveva recepito la delibera dal consiglio comunale di Belfiore di Porcile il 20 Maggio precedente. 
La via imperiale Porciliana univa la via Postumia con la via Emilia Altinate, passando per Isole Belfiore, Isole Desmontà, Isole Veronella, Isola Strà, Isola Olmo, Isola Presana, Isola S. Zenon e Montagnana. È dunque possibile che la Porcilia seguisse il corso dell'Adige accompagnandolo nelle numerose anse e che sia rimasta in funzione fino all'età feudale, allorché fu intensiva la trasformazione idrogeologica dell'antico paleoalveo dell'Adige.

### Simboli
Lo stemma è stato riconosciuto con DCG del 18 febbraio 1934.
Il gonfalone è un drappo di bianco.

## Monumenti e luoghi d'interesse

### Santuario della Madonna della Strà
Il monumento più significativo di Belfiore è sicuramente il santuario della Madonna della Strà, che risale all'anno 1143. Nel territorio belfiorese, collocati in aperta campagna, si possono trovare vari capitelli dedicati alla Madonna o ad altri santi minori.

### Ex chiesa parrocchiale dei Santi Vito, Modesto e Crescenzia
Dal 1622 al 1947 è stata la chiesa parrocchiale di Belfiore.

### Chiesa della Natività di Nostro Signore Gesù Cristo
Dal 1947 è la chiesa parrocchiale di Belfiore.

### Villa Cipolla
A Belfiore, in località Panterona, si trova Villa Cipolla, detta appunto Panterona, eretta nel 1692.
Altre notevoli costruzioni di interesse artistico, dei conti Cipolla si ritrovano nel territorio veneto: a Castion di Costermano ricordiamo la splendida villa settecentesca opera dell'architetto Pellegrini edificata sulla base di un precedente edificio del XV secolo e a Tregnago Villa Cipolla Pellegrini.

### Palazzo Moneta
Palazzo Moneta è un imponente fabbricato costruito nel 1563 e lodato da Giorgio Vasari. Da segnalare la curiosa scala "dei muli": è a forma elicoidale in mattoni disposti a coltello e a spina di pesce. Serviva per far salire ai granai i muli che trasportavano i frutti dei campi.

### Chiesa parrocchiale della Natività
Eretta nel 1947 per volere di Mons. Luigi Bosio, curandone la struttura e la disposizione interna in ogni particolare, è in romanico moderno. Sono degni d'ammirazione i bassorilievi dell'altare maggiore e degli altari laterali, e il battistero.

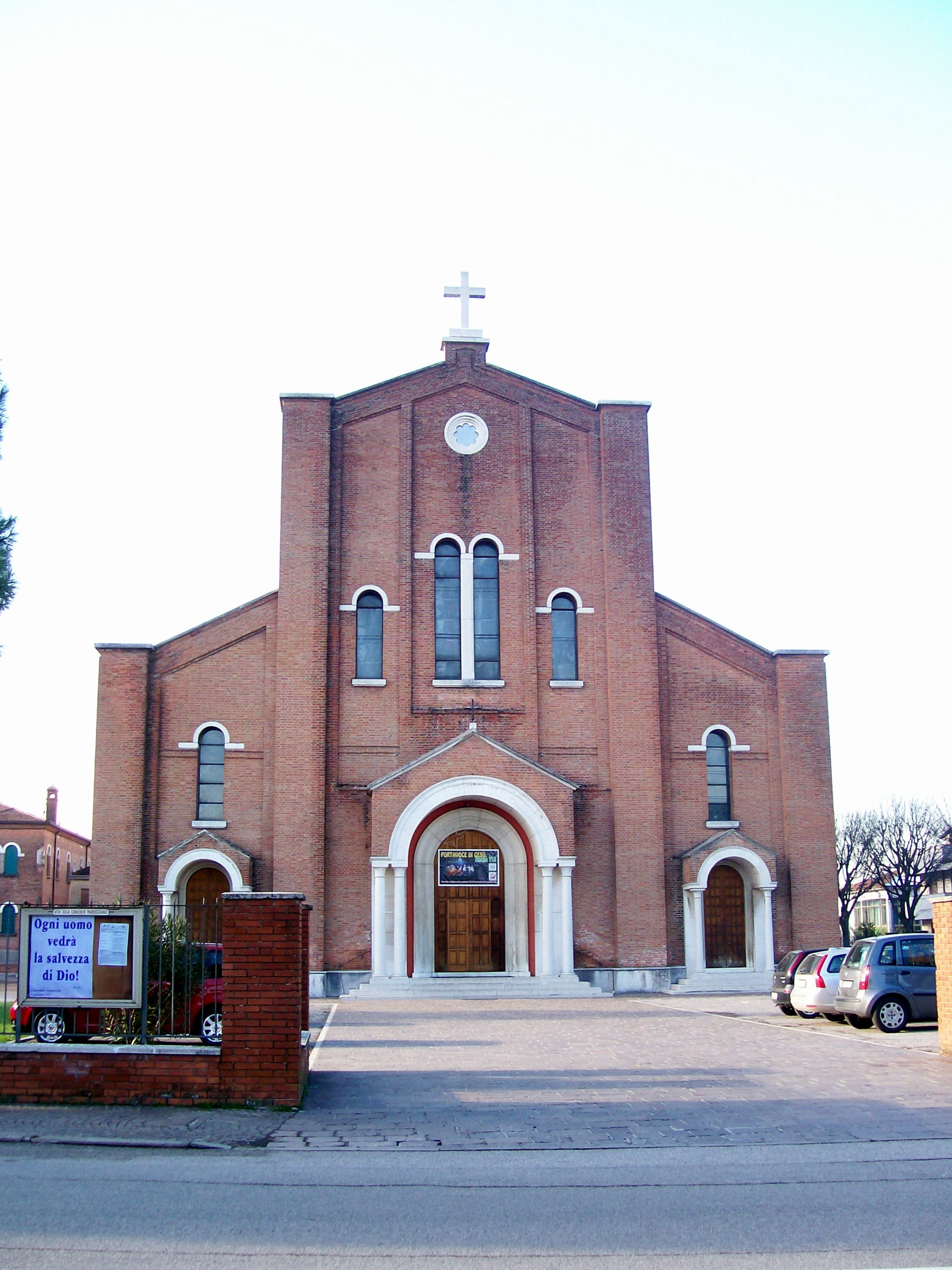
Chiesa parrocchiale della Natività di Nostro Signore Gesù Cristo in Belfiore.
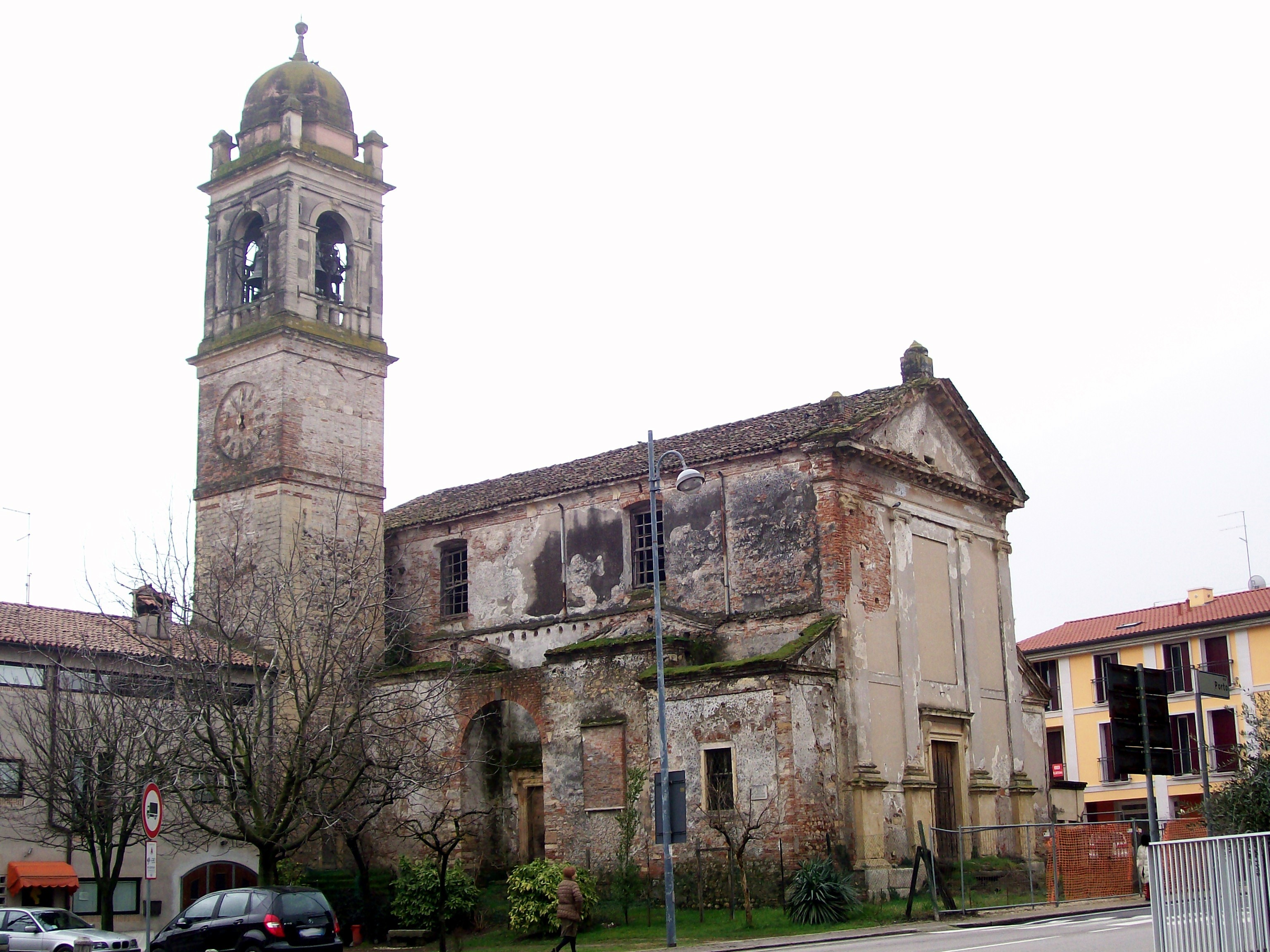
La vecchia chiesa parrocchiale dei Santi Vito, Modesto e Crescenzia di Belfiore.
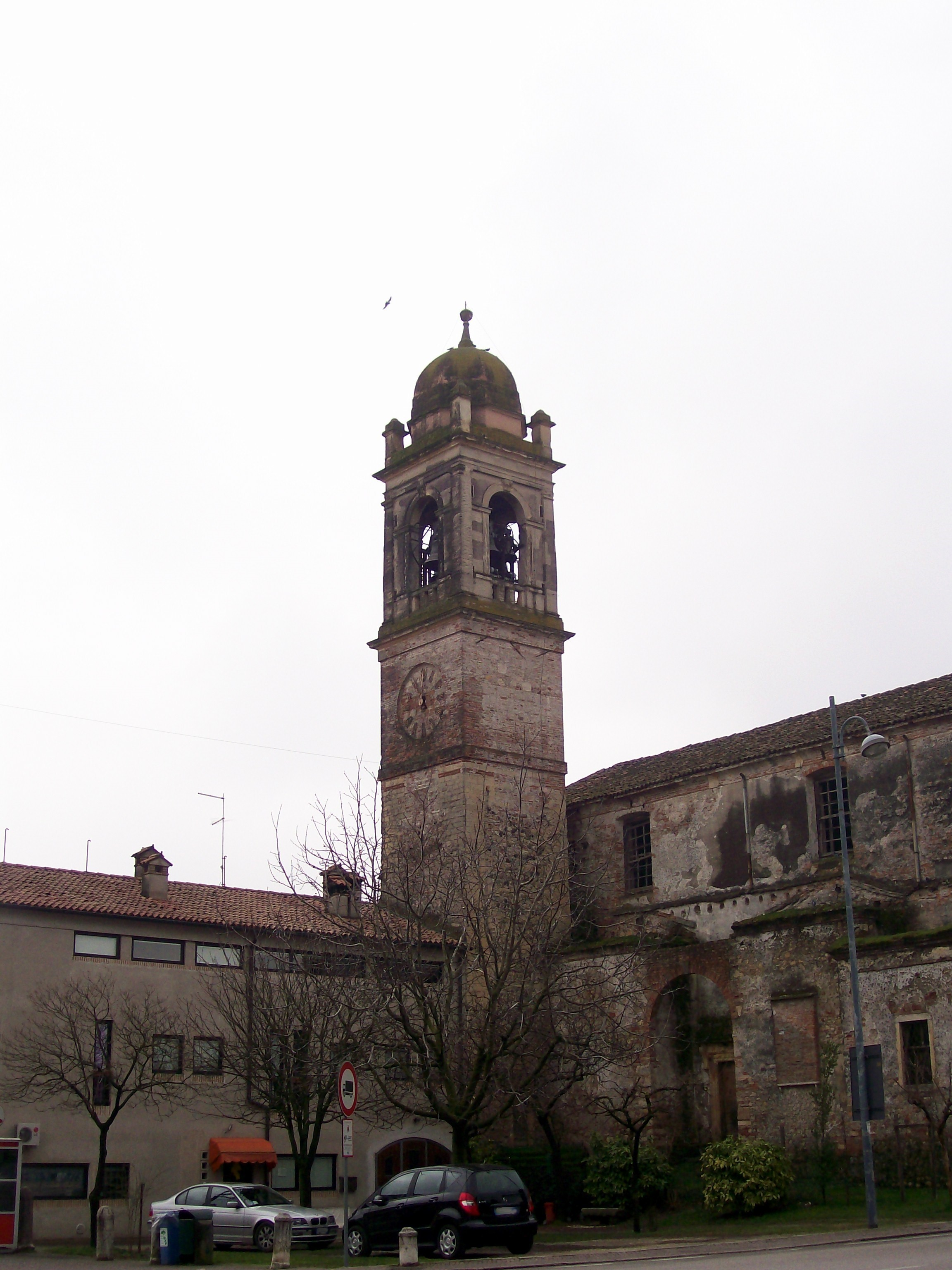
Campanile della vecchia chiesa parrocchiale di Belfiore.

## Società

### Evoluzione demografica
Abitanti censiti

## Cultura
È un paese di campagna che tra le principali tradizioni tramanda il dialetto veronese.

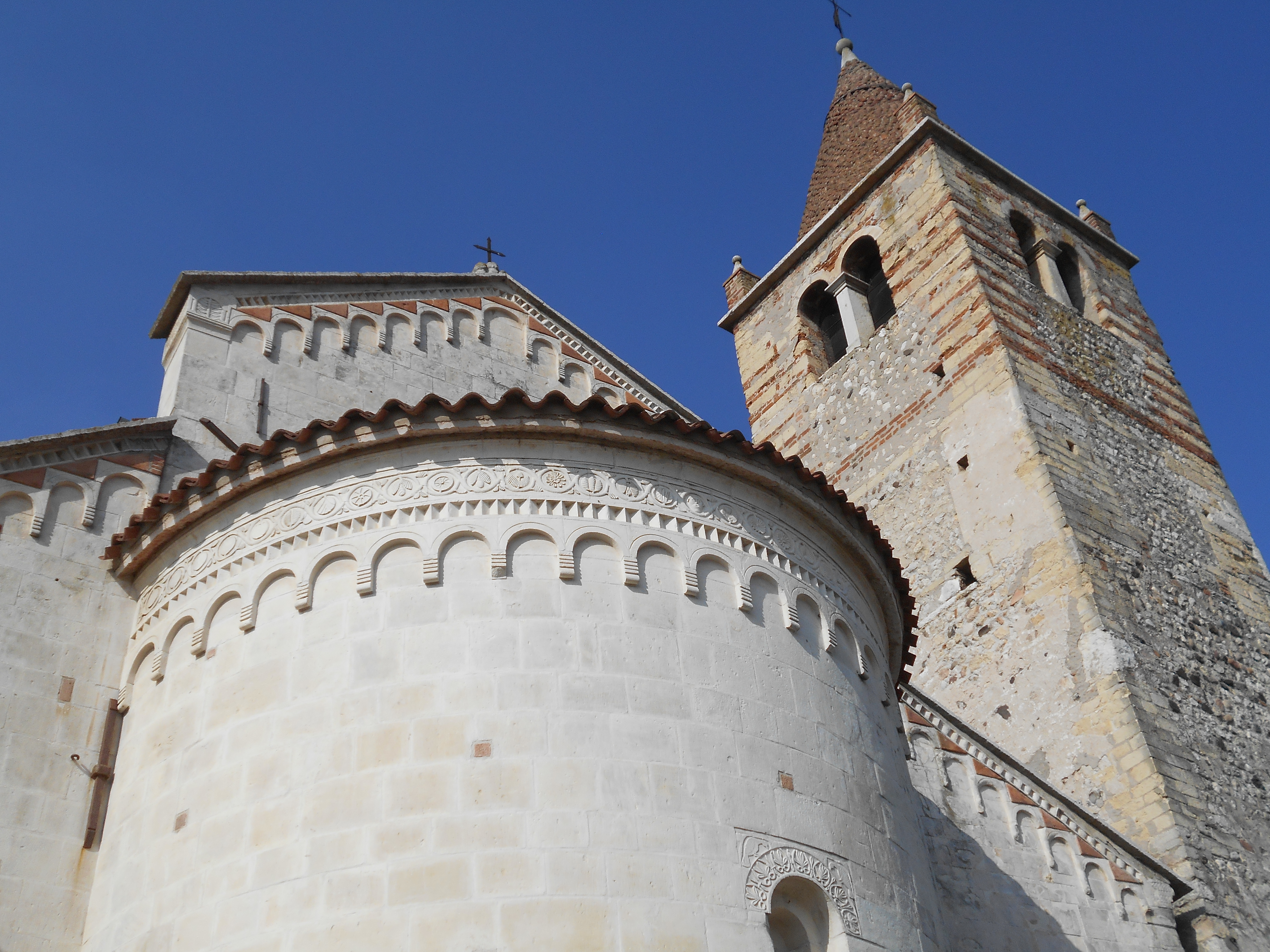
Santuario della Madonna della Strà

### Eventi
- ultimi venerdì e sabato di giugno - Palio delle Contrade
- la prima domenica di settembre - Sagra della Madonna della Strà
- la prima domenica di ottobre - Festa della Mela

## Economia
Pur essendo il paese caratterizzato da un'intensa attività agricola, a Belfiore sono presenti piccole e medie industrie e un numero non trascurabile di artigiani. La principale coltura è la mela.

Il territorio fa parte della zona di produzione del vino Arcole DOC.

## Amministrazione

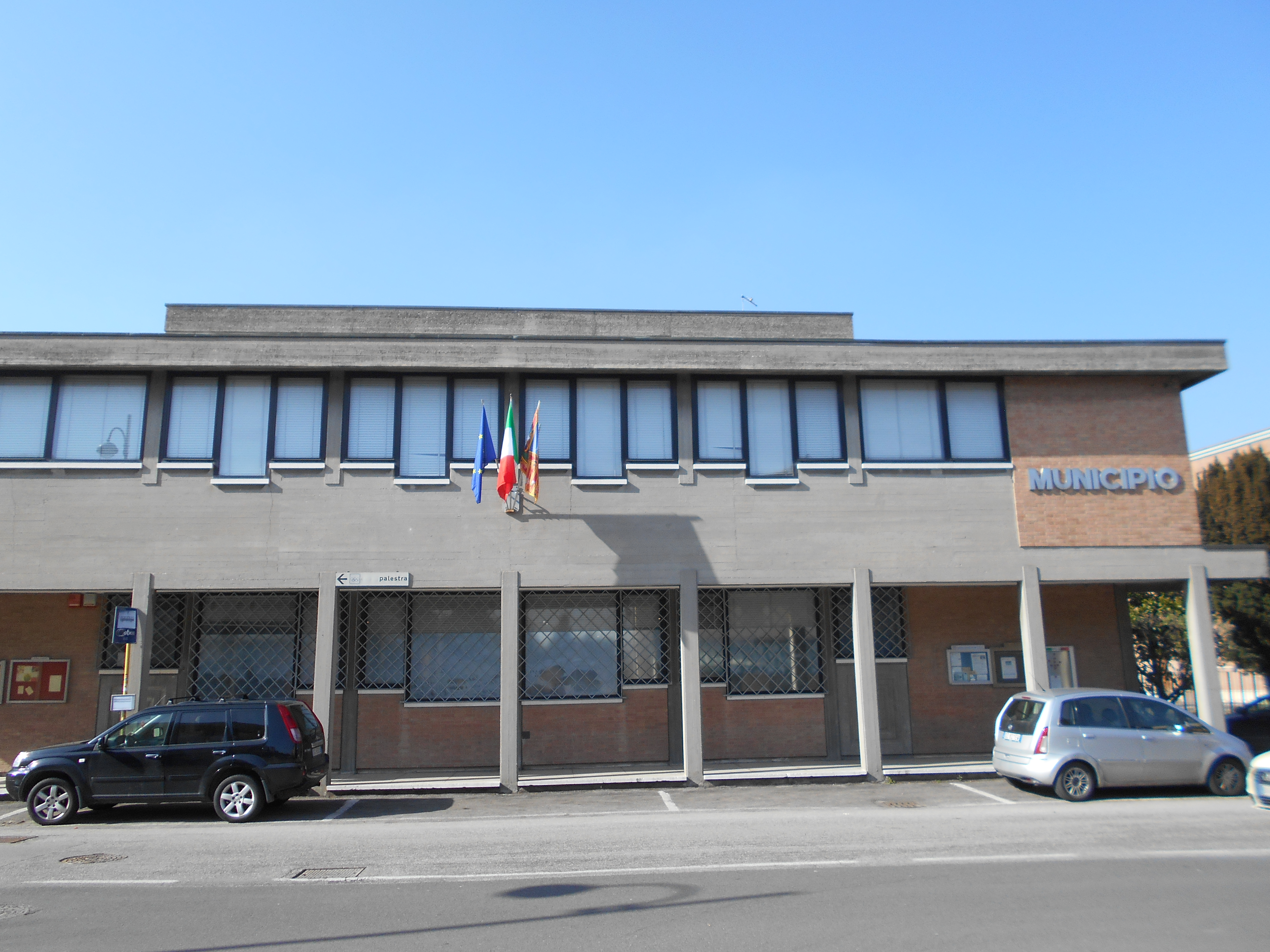
Il municipio.

Il comune fa parte dell'Unione di Comuni Verona Est.
I comuni che ne fanno parte sono: Belfiore, Caldiero, Colognola ai Colli, Illasi e Mezzane di Sotto. Inoltre aderisce al movimento patto dei sindaci
| Periodo       | Periodo       | Primo cittadino      | Partito                                       | Carica                  | Note          |
| ------------- | ------------- | -------------------- | --------------------------------------------- | ----------------------- | ------------- |
| maggio 1985   | maggio 1990   | Gianfranco Carbognin | Democrazia Cristiana                          | Sindaco                 | [ 11 ]        |
| maggio 1990   | aprile 1995   | Gianfranco Carbognin | Democrazia Cristiana                          | Sindaco                 | [ 12 ]        |
| aprile 1995   | maggio 1996   | Gianfranco Carbognin | Lista civica                                  | Sindaco                 | [ 13 ]        |
| maggio 1996   | novembre 1996 | Rose Maria Machinè   |                                               | Commissario prefettizio | [ 14 ] [ 15 ] |
| novembre 1996 | maggio 2001   | Giovanni Angiari     | Centro                                        | Sindaco                 | [ 16 ]        |
| maggio 2001   | maggio 2006   | Gianfranco Carbognin | Lista civica                                  | Sindaco                 | [ 17 ]        |
| maggio 2006   | maggio 2011   | Gianfranco Carbognin | Lista civica                                  | Sindaco                 | [ 18 ]        |
| maggio 2011   | giugno 2016   | Davide Pagangriso    | Lista civica "Per Belfiore"                   | Sindaco                 | [ 19 ]        |
| giugno 2016   | ottobre 2021  | Alessio Albertini    | PD, eletto con lista civica "Belfiore domani" | Sindaco                 | [ 20 ]        |
| ottobre 2021  | in carica     | Alessio Albertini    | PD, eletto con lista civica "Belfiore domani" | Sindaco                 |               |

## Sport
La squadra principale è la Polisportiva Dilettantistica Belfiorese che attualmente milita nel Campionato di Eccellenza.